# Antonio de Zamudio y de las Infantas
Antonio de Zamudio y de las Infantas (Lima, 1661-1730), fue un noble, militar y poeta criollo, de origen andaluz, que ocupó altos cargos militares en el Virreinato del Perú. Primer Marqués de Villar del Tajo.

## Biografía
Hijo del sevillano Ordoño de Zamudio y Medina, y de la limeña María de las Infantas y Venegas. Sentó plaza en las milicias provinciales de Lima y era capitán de caballería cuando la seguridad de las costas fue amenazada por Edward Davis y otros corsarios. Salió a combatirlos a bordo de la nave San Lorenzo en 1685. 
Como premio a sus servicios recibió el hábito de caballero de la Orden de Santiago en 1689 y se le otorgó el 5 de septiembre del mismo año el título de Marqués de Villar del Tajo. A su costa levó una compañía de 100 infantes, que embarcó en la armada para socorrer a la ciudad de Panamá en 1697.
Promovido a comisario general de caballería (1701) y posteriormente a general del Mar del Sur, y maestre de campo de las milicias de Lima. También ejerció el cargo de corregidor de Huarochirí y otras provincias del virreinato.
Aficionado a las letras, formó parte de la llamada Academia de Castell dos Rius y sus composiciones aparecen en el volumen titulado Flor de Academias. Además, un soneto suyo aparece en La galería de las mujeres fuertes, escrita en francés por el jesuita Pierre Le Moyne y traducida al castellano por Fernando Bravo de Lagunas y Bedoya.